# Mémoire de traduction
 (avril 2010).
Si vous disposez d'ouvrages ou d'articles de référence ou si vous connaissez des sites web de qualité traitant du thème abordé ici, merci de compléter l'article en donnant les références utiles à sa vérifiabilité et en les liant à la section « Notes et références ».
Une mémoire de traduction est une base de données contenant des segments de texte ainsi que l'équivalent de ces segments dans une autre langue. Elle permet de stocker des segments de phrase et de les réutiliser. On parle dans ce cas de traduction assistée par ordinateur (ou TAO) plutôt que de traduction automatique, expression généralement utilisée pour définir les logiciels qui ne nécessitent pas l'intervention de traducteurs pour traduire le texte, mais qui sont toutefois beaucoup plus approximatifs.

## Avantages et inconvénients
- L'avantage est qu'il permet de gagner du temps dans des textes très répétitifs : le traducteur doit moins taper et moins faire de recherche.

- Une mémoire de traduction est très efficace pour des textes techniques, dont souvent plus de 90 % de texte est commun entre une version de produit et la précédente. Ce ne serait pas le cas pour les textes littéraires, qui contiennent peu de répétitions dans le texte source et où celles-ci seraient indésirables dans les documents cibles.

- La plupart des logiciels utilisant les mémoires de traduction sont payants et développés pour Windows uniquement (Trados Workbench, DéjàVuX, SDLX, Star Transit, MultiTrans, Similis, MetaTexis), mais il existe un nombre croissant d'applications Java qui permettent de travailler aussi bien sur Mac OS X que sur Linux (OmegaT, Open Language Tools, Heartsome, etc.). Finalement, certains systèmes plus récents (Wordbee, XTM-Cloud) s'utilisent à partir d'un navigateur web sans aucune installation.

- Certains ne sont pas adaptés au travail de groupe. Les concepteurs de logiciels considèrent que les mémoires de traduction ne doivent pas être utilisées par plus d'une seule personne. Les systèmes permettant le travail en groupe sont généralement plus coûteux. Trados Workbench, DéjàVuX, SDLX, Wordbee, Similis, par exemple, proposent les deux versions.

- En matière de qualité de la traduction, les systèmes de mémoire de traduction, s'ils facilitent la cohérence d'ensemble, peuvent poser des difficultés : les phrases étant séparées, le traducteur remarque par exemple moins les répétitions ou les erreurs d'accord. Il est également plus difficile, parfois impossible, de remanier un paragraphe pour l'adapter au style de la langue cible.

- Les systèmes de mémoire de traduction sont de plus en plus imposés aux traducteurs indépendants par les agences, qui appliquent des tarifs dégressifs en fonction du pourcentage de correspondance entre texte et mémoire. La négociation des deux parties est difficile et pas toujours satisfaisante.

## Fonctionnement général
Quand il commence à travailler, le traducteur lance un programme, qui segmente le texte source. Lorsque, dans la base de données, se trouve un segment source identique ou proche (le seuil de proximité étant déterminé par des options), le programme propose la traduction. Le traducteur a alors la possibilité d'accepter celle-ci, de l'adapter, ou encore de la refuser (et traduire lui-même).
Si, par choix ou en l'absence de correspondance, le traducteur doit traduire lui-même, la banque de données enregistre la traduction pour la fois suivante.

## Divers
L'abréviation en anglais est TM (Translation Memory), ou TMM (Translation Memory Manager). Les segments sont appelés TU (Translation Unit). Il existe une norme d'échange de TM compatible (en théorie) avec un très grand nombre de logiciels d'aide à la traduction, ce format s'appelle TMX (Translation Memory eXchange).
Dans la traduction de logiciels informatiques (en anglais localization), les outils de TAO sont très utiles, les répétitions étant très fréquentes.